# 14155 Cibronen
14155 Cibronen este un asteroid din centura principală de asteroizi.

## Descriere
14155 Cibronen este un asteroid din centura principală de asteroizi. A fost descoperit pe 26 septembrie 1998 la Socorro, New Mexico, în cadrul proiectului LINEAR. Asteroidul prezintă o orbită caracterizată de o semiaxă mare de 2,27 ua, o excentricitate de 0,10 și o înclinație de 3,3° în raport cu ecliptica.